# Tharpyna albosignata
Tharpyna albosignata là một loài nhện trong họ Thomisidae.
Loài này thuộc chi Tharpyna. Tharpyna albosignata được Ludwig Carl Christian Koch miêu tả năm 1876.